# Лужна похибка
Лу́жна по́хибка (рос. щелочная ошибка, англ. alkaline error) — систематична похибка, яка має місце, коли скляний електрод використовуються для визначення pH сильнолужних розчинів. Електрод відгукується на йони лужних металів, ніби на йони Н+, даючи істотно занижені показники pH.